# Такакува Даїдзіро
Даїдзіро Такакува (яп. 高桑 大二朗, нар. 10 серпня 1973, Токіо) — японський футболіст, що грав на позиції воротаря.
Виступав, зокрема, за клуби «Йокогама Ф. Марінос» та «Касіма Антлерс», а також національну збірну Японії.

## Клубна кар'єра
У дорослому футболі дебютував 1993 року виступами за команду «Йокогама Ф. Марінос», в якій провів три сезони і в 1995 році виграв чемпіонат Країни.
Своєю грою за цю команду привернув увагу представників тренерського штабу клубу «Касіма Антлерс», до складу якого приєднався на початку 1996 року. Відіграв за команду з міста Касіми наступні шість сезонів своєї ігрової кар'єри, вигравши за цей час ще чотири чемпіонаства і по два Кубка Імператора і Джей-ліги.
У сезоні 2002 року грав у складі «Токіо Верді», після чого перейшов у клуб «Вегалта Сендай», де провів ще чотири сезони і знову повернувся в команду «Йокогама Ф. Марінос».
Завершив професійну ігрову кар'єру у клубі «Токусіма Вортіс» з другого дивізіону Джей-ліги, за який виступав протягом сезону 2009 року.

## Виступи за збірну
Не маючи у своїй біографії жодного матчу у складі збірної, Такакува був включений в заявку збірної на кубок Азії 2000 року у Лівані, де і дебютував у складі «самураїв» 20 жовтня у грі проти Катару (1:1). В підсумку японці на тому турнірі здобули титул переможця турніру, а Даїдзіро за національну команду більше не грав.

## Статистика
| Чемпіонат | Чемпіонат             | Чемпіонат   | Ліга | Ліга | Кубок            | Кубок            | Кубок ліги      | Кубок ліги      | Всього | Всього |
| Сезон     | Клуб                  | Ліга        | Ігри | Голи | Ігри             | Голи             | Ігри            | Голи            | Ігри   | Голи   |
| Японія    | Японія                | Японія      | Ліга | Ліга | Кубок Імператора | Кубок Імператора | Кубок Джей-ліги | Кубок Джей-ліги | Всього | Всього |
| --------- | --------------------- | ----------- | ---- | ---- | ---------------- | ---------------- | --------------- | --------------- | ------ | ------ |
| 1992      | «Йокогама Ф. Марінос» | Джей-ліга   | -    | -    | 0                | 0                | 0               | 0               | 0      | 0      |
| 1993      | «Йокогама Ф. Марінос» | Джей-ліга   | 0    | 0    | 0                | 0                | 0               | 0               | 0      | 0      |
| 1994      | «Йокогама Ф. Марінос» | Джей-ліга   | 0    | 0    | 0                | 0                | 0               | 0               | 0      | 0      |
| 1995      | «Йокогама Ф. Марінос» | Джей-ліга   | 0    | 0    | 0                | 0                | -               | -               | 0      | 0      |
| 1996      | «Йокогама Ф. Марінос» | Джей-ліга   | 0    | 0    | 0                | 0                | 0               | 0               | 0      | 0      |
| 1996      | «Касіма Антлерс»      | Джей-ліга   | 0    | 0    | 0                | 0                | 0               | 0               | 0      | 0      |
| 1997      | «Касіма Антлерс»      | Джей-ліга   | 0    | 0    | 0                | 0                | 0               | 0               | 0      | 0      |
| 1998      | «Касіма Антлерс»      | Джей-ліга   | 24   | 0    | 3                | 0                | 5               | 0               | 32     | 0      |
| 1999      | «Касіма Антлерс»      | Джей-ліга   | 26   | 0    | 2                | 0                | 7               | 0               | 35     | 0      |
| 2000      | «Касіма Антлерс»      | Джей-ліга   | 30   | 0    | 4                | 0                | 4               | 0               | 38     | 0      |
| 2001      | «Касіма Антлерс»      | Джей-ліга   | 9    | 0    | 1                | 0                | 0               | 0               | 10     | 0      |
| 2002      | «Токіо Верді»         | Джей-ліга   | 12   | 0    | 0                | 0                | 5               | 0               | 17     | 0      |
| 2003      | «Вегалта Сендай»      | Джей-ліга   | 11   | 0    | 1                | 0                | 5               | 0               | 17     | 0      |
| 2004      | «Вегалта Сендай»      | Джей-ліга 2 | 44   | 0    | 2                | 0                | -               | -               | 46     | 0      |
| 2005      | «Вегалта Сендай»      | Джей-ліга 2 | 43   | 0    | 0                | 0                | -               | -               | 43     | 0      |
| 2006      | «Вегалта Сендай»      | Джей-ліга 2 | 25   | 0    | 0                | 0                | -               | -               | 25     | 0      |
| 2007      | «Йокогама Ф. Марінос» | Джей-ліга   | 1    | 0    | 0                | 0                | 1               | 0               | 2      | 0      |
| 2008      | «Йокогама Ф. Марінос» | Джей-ліга   | 0    | 0    | 0                | 0                | 0               | 0               | 0      | 0      |
| 2009      | «Токусіма Вортіс»     | Джей-ліга 2 | 0    | 0    | 1                | 0                | -               | -               | 1      | 0      |
| Всього    | Всього                | Всього      | 225  | 0    | 14               | 0                | 27              | 0               | 266    | 0      |

## Досягнення

### Збірна
- Володар Кубка Азії: 2000

### Командні
- Чемпіон Японії: 1995, 1996, 1998, 2000, 2001
- Володар Кубок Імператора: 1997, 2000
- Володар Кубка Джей-ліги: 1997, 2000
- Володар Суперкубка Японії: 1997, 1998, 1999

### Індивідуальні
- Включений у збірну Джей-ліги; 2000